# Joaquín Moya Ángeles
Joaquín Moya Ángeles (f. Madrid, 1928) fue un dibujante, caricaturista y periodista español.

## Biografía

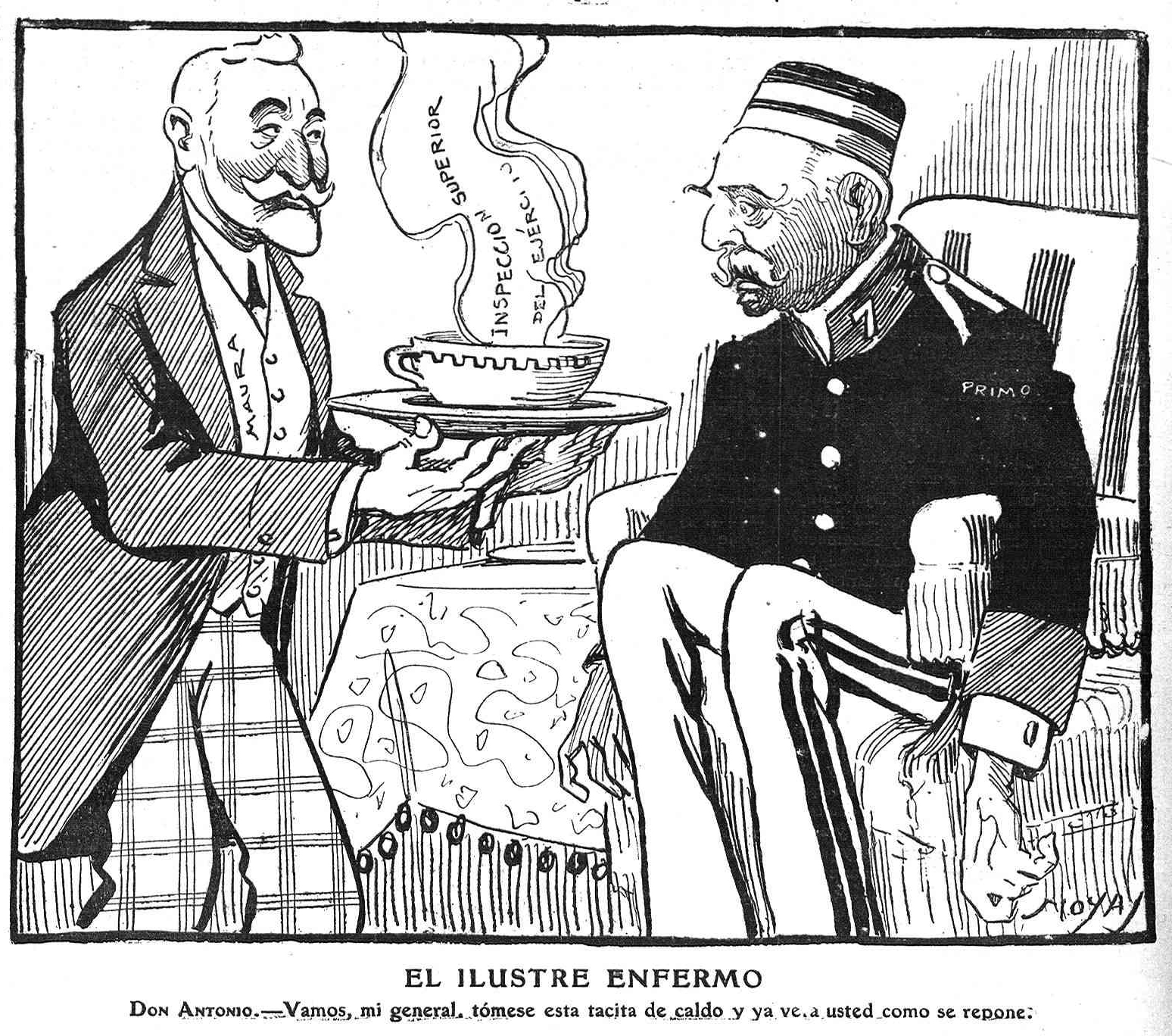
«El ilustre enfermo», caricatura de Moya, con Maura y Primo de Rivera, en Gedeón.

Se desconoce su fecha de nacimiento. Periodista y dibujante, se dio a conocer en el semanario madrileño La Avispa. Redactó e ilustró después un periódico de Linares y trabajó en la publicación El Niño Gótico (1892).

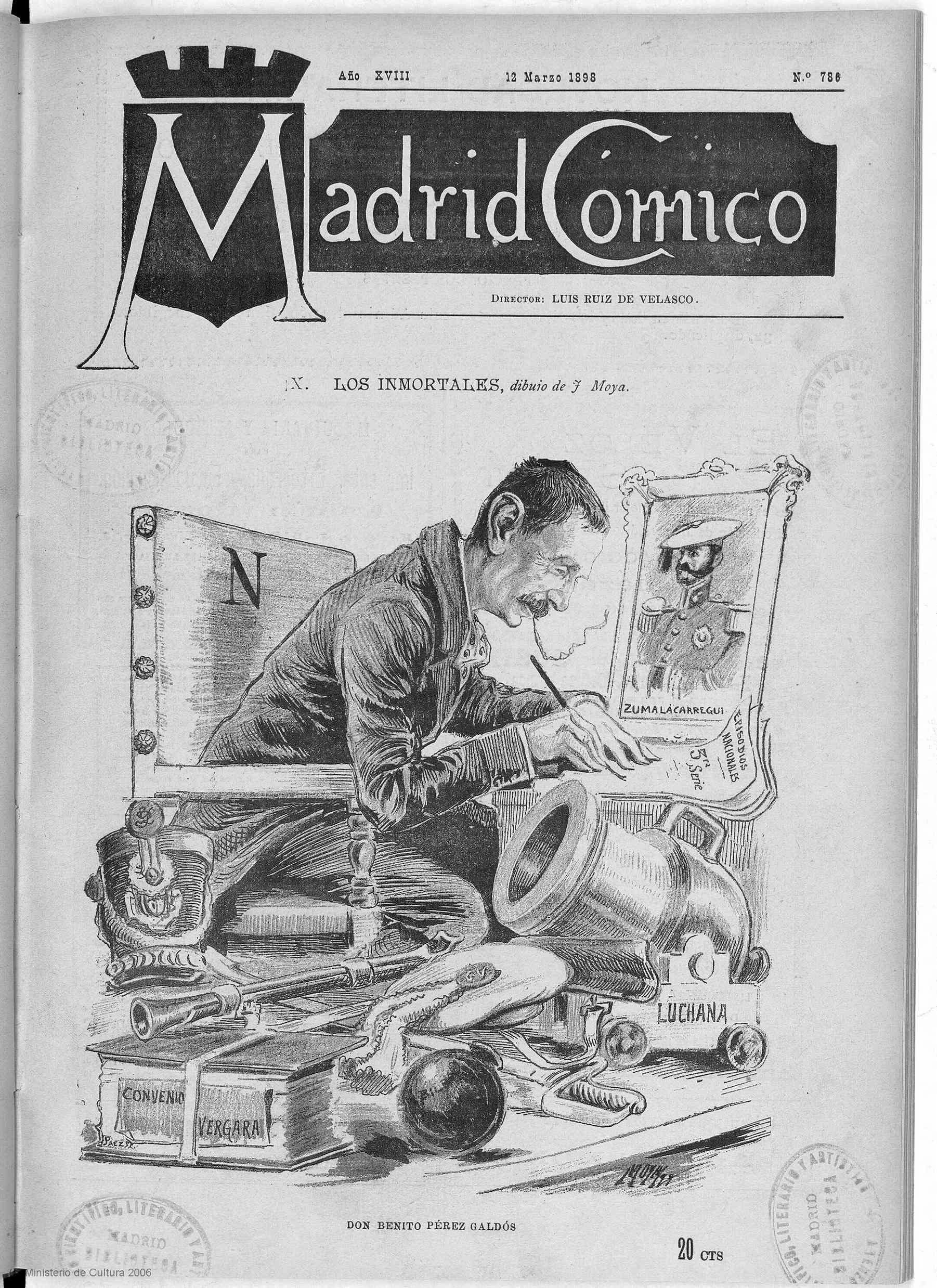
Galdós caricaturizado por Moya en 1898

Según Manuel Ossorio y Bernard habría afianzado ya hacia 1903 su reputación en el semanario satírico Gedeón, época en la que formaba parte de la redacción del Diario Universal. También ilustró otras revistas como La Caricatura, Madrid Cómico o El Fusil, para al final de su vida trabajar en Blanco y Negro y ABC. Falleció el 15 de agosto de 1928 en Madrid.